# La Laguna (Panama)
La Laguna è un comune (corregimiento) della Repubblica di Panama situato nel distretto di Calobre, provincia di Veraguas. Si estende su una superficie di 85,9 km² e conta una popolazione di 774 abitanti (censimento 2010).